# Master P
Percy Robert Miller, más conocido como Master P (Nueva Orleans, Luisiana, 29 de abril de 1970), es un rapero, actor y empresario estadounidense, propietario y fundador del sello discográfico No Limit Records. Asimismo ha alternado su carrera artística y empresarial, con la práctica profesional del baloncesto.

## Biografía
Nacido en Nueva Orleans, tiene dos hermanos también raperos: Vyshonn (Silkk the Shocker) y Corey (C Murder). Sus padres se separaron y él dividió su tiempo con la familia de su padre en Luisiana, y con la de su madre en la ciudad californiana de Richmond. 
Graduado de la Warren Easton High School, asistió a la Universidad de Houston con una beca deportiva otorgada por la institución para que jugase al baloncesto en los Houston Cougars. Sin embargo a los pocos meses abandonó la universidad, retornando a California para enrolarse en el Merritt Junior College y estudiar negocios.
En 1989 heredó 10 000 dólares de su abuelo y abrió una tienda de música llamada «No Limit» [Ningún Límite] en Richmond, California, que más tarde convertiría en una discográfica. Usó su propio sello para la promoción de su primer álbum en 1991. El sello ha grabado y producido a artistas como Snoop Dogg, Mystikal y los hermanos e hijo de Master P.
El rapero también es actor y productor de música, apareciendo tanto en cine como en televisión. Se le ha podido ver en "CSI: NY", "OZ" o "Moesha", y en la serie de su hijo: "Romeo!". En cine ha tenido papeles en producciones como "Uncle P", "I Got the Hook-Up", "Hollywood Homicide" y "Takedown", además de un cameo en Scary Movie 3.
También fue concursante en la segunda temporada de Dancing With The Stars, un exitoso programa de terrealidad centrado en la danza que fue emitido por la cadena ABC.

## Carrera como baloncestista
Miller se unió al Fort Wayne Fury de la CBA en 1998, para jugar como base subrogante del equipo. Meses después, a fines de enero de 1999, fue invitado a participar de un campamento de entrenamiento de los Charlotte Hornets, un equipo de la NBA. Pudo jugar un par de partidos de exhibición con la franquicia antes de ser desvinculado del equipo a comienzos de febrero. 
En abril se anunció que tendría una chance de jugar con los Toronto Raptors, otro integrante de la NBA. En consecuencia Miller entrenó durante un tiempo a la par de los profesionales, pero, a principios de octubre, fue apartado del equipo antes del comienzo de la pretemporada. 
Un mes después firmó un contrato con los San Diego Stingrays para actuar en la recientemente creada International Basketball League, como parte de una estrategia de mercadotecnia de los administradores de la competición. Sin embargo mostró un muy bajo nivel, y abandonó el certamen antes de que concluyese la temporada. 
En 2004, es decir cinco años después de su paso por el baloncesto profesional, Miller volvió a jugar competitivamente, participando de algunos partidos de la ABA con las camisetas de Las Vegas Rattlers y Long Beach Jam. 
El rapero estuvo presente en el All-Star Weekend de la NBA de 2008, anotando 17 puntos en el partido de las celebridades. 

## Vida privada
Master P está casado y tiene seis hijos, uno de ellos el joven rapero y actor Lil Romeo y la actriz y cantante Cymphonique Miller.
El rapero es seguidor de los New Orleans Saints, un equipo de fútbol americano que compite en la NFL. 

## Discografía
- 1995 99 Ways to Die
- 1997 Ghetto D (2x Platino)
- 1999 Only God Can Judge Me (Oro)
- 2001 Gameface
- 2013: The Gift
- 2015: Empire, from the Hood to Hollywood
- 2016: Louisiana Hot Sauce

### Singles de éxito
- 1997 "I Miss My Homies" #25 EE. UU.
- 1998 "Goodbye to My Homies" #27 EE. UU.
- 1998 "I Got the Hook Up" #16 EE. UU.
- 1998 "Make Em Say Uhh" #16 EE. UU.